# 天主教聖馬科斯教區
天主教聖馬科斯教區（拉丁語：Dioecesis Sancti Marci in Guatimala）是瓜地馬拉一個羅馬天主教教區，屬洛斯阿爾托斯、克薩爾特南戈-托托尼卡潘總教區。
教區成立於1951年3月10日，位於聖馬科斯省。2010年有教友595,000人（佔轄區總人口69.0%）、三十個堂區、四十三司鐸。目前教區主教席位處於出缺狀態。